# Aurangabad (Maharashtra)
Aurangabad è una suddivisione dell'India, classificata come municipal corporation, di 872.667 abitanti, capoluogo del distretto di Aurangabad e della divisione di Aurangabad, nello stato federato del Maharashtra. In base al numero di abitanti la città rientra nella classe I (da 100.000 persone in su).

## Geografia fisica
La città è situata a 19° 52' 60 N e 75° 19' 60 E e ha un'altitudine di 568 m s.l.m..

## Società

### Evoluzione demografica
Al censimento del 2001 la popolazione di Aurangabad assommava a 872.667 persone, delle quali 458.869 maschi e 413.798 femmine. I bambini di età inferiore o uguale ai sei anni assommavano a 129.295, dei quali 68.583 maschi e 60.712 femmine. Infine, coloro che erano in grado di saper almeno leggere e scrivere erano 626.075, dei quali 356.405 maschi e 269.670 femmine.

## Monumenti e luoghi d'interesse

### Bibi Ka Maqbara

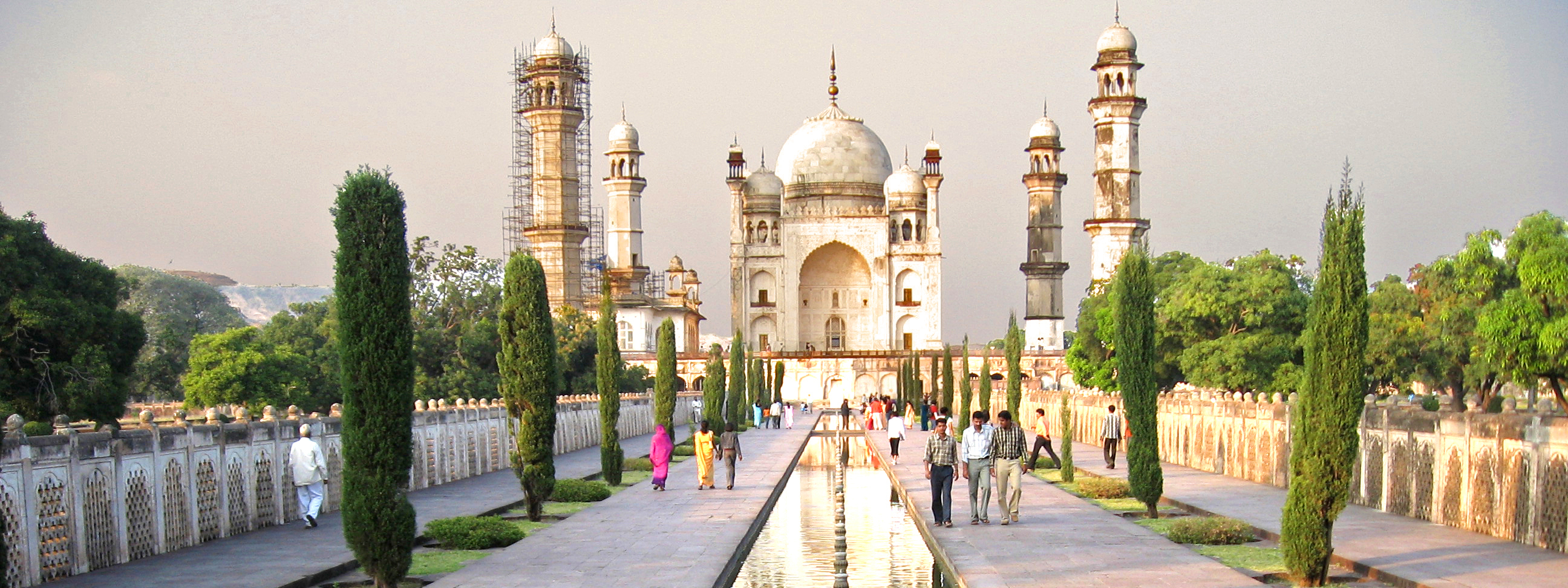
Il Bibi Ka Maqbara

Situato al di fuori delle mura cittadine, a circa 3 km dal centro cittadino, il Bibi Ka Maqbara è il mausoleo di Rabia-ud-Durrani, moglie di Aurangzeb. Il mausoleo fu costruito nel 1678 da Azam Shan, figlio di Aurangzeb, ed è una imitazione del più famoso Taj Mahal di Agra e per questo è conosciuto localmente come il Mini Taj del Deccan.
Collocato al centro di un vasto giardino moghul, il mausoleo ha quattro altissimi minareti, sproporzionati rispetto all'originale di Agra, posti ai lati della piattaforma rialzata. Come il Taj è di marmo bianco e stucco, ma senza i pregiati e preziosi lavori in pietra dura dell'opera di Shah Jahan.

### Grotte di Aurangabad
Poste a 3 km a nord della città, le grotte di Aurangabad sono interessanti ma spesso trascurate a favore delle più importanti e non lontane grotte buddhiste di Ellora e Ajanta, e furono principalmente scavate durante i secoli VI e VII della nostra era (epoca Vakataka e Kalachuri).